# نتو (بازیکن فوتبال، زاده ۱۹۶۶)
نتو (پرتغالی: Neto؛ زادهٔ ۹ سپتامبر ۱۹۶۶) بازیکن فوتبال اهل برزیل بود.
از باشگاه‌هایی که در آن بازی کرده‌است می‌توان به باشگاه فوتبال اتلتیکو مینیرو، باشگاه فوتبال سانتوس، باشگاه فوتبال سائو پائولو، باشگاه فوتبال کورینتیانس، و باشگاه فوتبال پالمیراس اشاره کرد.
وی همچنین در تیم‌های ملی فوتبال زیر ۲۳ سال برزیل و برزیل بازی کرده‌است.
وی در مسابقات کشوری و بین‌المللی در مجموع برندهٔ ۱ مدال نقره شده‌است.